# 世界史ちゃんTV 〜何となく歴史が学べるVTR〜
世界史ちゃんTV 〜何となく歴史が学べるVTR〜（せかいしちゃんテレビ なんとなくれきしがまなべるVTR）は、2014年12月8日、14日にNHKBSプレミアムで放送された特別番組である。

## 概要
かつて独立放送局で製作され大好評を呼んだ『戦国鍋TV 〜なんとなく歴史が学べる映像〜』（以下『戦国鍋』と表記）の世界史バージョンである。
同番組のスタッフがそのまま再集結し、見終わった後にはざっくりと要点を抑え世界の歴史の出来事や偉人の偉業を分った気分になれる番組である。

## 主なコーナー

### MUSIC BOMBER
『戦国鍋』の1コーナー「MUSIC TONIGHT」を受け継いだ歌謡コーナー。歴史上の人物をモデルとしたアイドルが登場する。

#### MC
- 戸松遥
- THE GEESE

#### ムチノチ。
無知の知を提唱したソクラテスが弟子のプラトン、アリストテレスを思いつきで誘って出来たユニット。曲名は「ムチノチじゃんけんぴょん」
- ソクラテス：竹内寿
- プラトン：村井良大
- アリストテレス：近江陽一郎

#### 天正遣欧少年使節
2日目に登場。戦国鍋にも同様のユニットがあるが、一部キャストが変更されており、企画立案者の織田信長が「信長と蘭丸」として再登場した。エンディングでは信長と蘭丸の新曲も披露された。
- 天正遣欧少年使節
  - 伊東マンショ：井上正大
  - 千々石ミゲル：前山剛久
  - 中浦ジュリアン：三浦涼介
  - 原マルティノ：福山翔大

曲名は「棚からばてれん」
- 信長と蘭丸
  - 織田信長：村井良大
  - 森蘭丸：須賀健太

曲名は「敦盛2015」

### 知ってると教養があるっぽい偉人が来るアロマスパ
『戦国鍋』の人気コーナー「戦国武将がよく来るキャバクラ」の世界史バージョン。一部では偉人ではあるが世間的には知られていない人があるアロマスパへやってきて疲れを癒しながら自慢話をする。従業員は現在彼氏と同棲中で、毎回来る偉人は下着が紙製である事に驚く。
- 従業員：野波麻帆

#### ヨハネス・ケプラー
- ヨハネス・ケプラー：津田寛治

#### マルティン・ルター
- マルティン・ルター：野間口徹

### マリー・アントワネット謝罪会見
「パンが無いならお菓子を食べればいいじゃない」と言う失言を謝罪にマリー・アントワネットが記者会見場に現れ、あれは国民が作った妄言であると弁明。だがマスコミはそんな事よりも一枚も二枚も上の取材量でマリーの贅沢振りと派手な暮らしをしているネタを掴んでおりマスコミからの追及にマリーは追い詰められていく。
- マリー・アントワネット：清野菜名
- 記者：井上正大、近江陽一郎、竹内寿、福山翔大

### チンギスはんとフビライはん
チンギス･ハーンとフビライ･ハーンが『世界の偉人漫才SHOW』で蒙古の時代をなぞった漫才をしていく。
- チンギス・ハーン：池田鉄洋
- フビライ・ハーン：片桐仁

### 鉄血アイドル宰相・ビスマルク物語-プロダクション・ヨーロッパの内乱-
19世紀後半のヨーロッパ大陸紛争の歴史を『ヨーロッパ』という巨大アイドルプロダクションに複数のアイドルユニット（ドイツ、イギリス、フランス、デンマーク等）が群雄割拠しあうと見立て、その中でもアイドルグループ「ドイツ」の新リーダーとなったビスマルクが、ドイツ統一ならびに表現の自由を巡りアイドル自由主義者たちと抗争を繰り広げていくドラマ。イメージ画としてベルサイユのばら風の絵が入る。

#### 前篇・ビスマルク誕生前夜
- 茜音
- フランス：井上正大
- フランス：近江陽一郎
- フランス：前山剛久
- ナポレオン・ボナパルト：須賀健太
- オーストリア：谷佳樹
- ドイツ：竹内寿
- ドイツ：福山翔大
- ドイツ：三上真史
- ビスマルク：村井良大

#### 後編・ビスマルクVS.ナポレオン3世
- オーストリア：近江陽一郎
- オーストリア：竹内寿
- オーストリア：谷佳樹
- プロイセン、デンマーク：前山剛久
- ヴィルヘルム1世：三上真史
- ビスマルク：村井良大
- ナポレオン3世：平田裕一郎

### アウトガンジー
アウトレイジ風にガンジーがイギリスとインド独立の落とし所を巡り脅しあう。
- ガンジー：須賀健太
- チャーチル：バカリズム
- エドワード・ウッド：池田鉄洋
- イギリス軍人：近江陽一郎、竹内寿、福山翔大